# 絆/夏夕空
『絆／夏夕空』（きずな／なつゆうそら）は、日本の歌手、中孝介の通算6枚目のシングル。2008年9月3日に発売。

## 解説
前作「春」と同様にリスナー・特に中高年層の要望に応えてカセットテープも発売された4曲入りシングル。CD-DAはDVD付初回限定盤と通常盤の2形態で発売。

## 収録曲
CD
| 1 | 絆         | 作詞・作曲：江崎とし子 編曲：羽毛田丈史 NHK総合テレビジョン「ジャッジ 〜島の裁判官奮闘記〜」挿入歌              | 5:36 |
| 2 | 夏夕空     | 作詞・作曲：江崎とし子 編曲：羽毛田丈史 テレビ東京系アニメーション「夏目友人帳」エンディングテーマ              | 4:52 |
| 3 | サンサーラ | 作詞：山口卓馬 作曲：山口卓馬・酒井陽一 編曲：酒井陽一 フジテレビ系列『ザ・ノンフィクション』オープニングテーマ | 3:46 |
| 4 | わたしの空 | 作詞・作曲：財津和夫 編曲：Solaya 毎日放送「オーサカキング2007」テーマソング                                    | 3:43 |

DVD
1. 花
2. 真昼の花火
3. ホノホシの風